# Владимир Бонев
Владимир Бонев Амиджин е български политик от БКП.

## Биография
Владимир Бонев е роден на 3 ноември 1917 година в с. Горно Уйно, Кюстендилско. От 1930 година е член на РМС. Завършва кюстендилската гимназия през 1933 г. От 1933 до 1935 г. е член на градското ръководство на РМС в София. Между 1935 и 1937 г. е секторен отговорник на РМС за Подуяне и завеждащ II квартал за РМС и БКП. В периода 1937 – 1942 година учи медицина в Белград и София. Член на БКП от 1935 година. Докато учи в София медицина е член на втори районен комитет на БКП. От 1941 г. е член на районен комитет на БКП в София. През 1943 г. е интерниран в Кръстополе. Остава там до 1944 г.
Участва в комунистическото движение през Втората световна война. От юли 1944 година е ръководител на софийската бойна организация. Членува в Оперативното бюро за охрана на демонстрациите и за координиране на дейността на въоръжените съпротивителни сили в София.
След 9 септември 1944 година е първи секретар на XI районен комитет на БКП в София. Между 1945 и 1946 г. е инструктор на Областния комитет на БКП в София. В периода 1946 – 1948 г. е първи секретар на ОК на БКП в Кюстендил и член на Областния комитет на БКП в София. Председател на ГК на Отечествения фронт в София (1948 – ноември 1950). От ноември 1950 г. е секретар на Националния съвет на ОФ. Освен това е бил първи секретар на Окръжния комитет на БКП в Кюстендил. От 1958 до 1961 г. е кандидат-член на ЦК на БКП. От 1961 до 1989 година е член на ЦК на БКП, а между 1966 – 1972 година е член на Секретариата на ЦК на БКП. В периода 1962 – 1972 г. е главен секретар и първи заместник-председател на Националния съвет на ОФ. Член на Държавния съвет (1981 – 1989). От 1982 г. е председател на ЦК на борците против фашизма и капитализма. През 1989 година е изваден от ЦК на БКП. Награждаван е с орден „Георги Димитров“, „13 века България“ и почетното звание „Герой на социалистическия труд“.